# Pythamus dealbatus
Pythamus dealbatus är en insektsart som beskrevs av Melichar 1903. Pythamus dealbatus ingår i släktet Pythamus och familjen dvärgstritar. Inga underarter finns listade i Catalogue of Life.